# علی‌آباد (بنادکوک)
علی‌آباد روستایی در دهستان بنادکوک بخش نیر شهرستان تفت استان یزد ایران است.

## جمعیت
بر پایه سرشماری عمومی نفوس و مسکن در سال ۱۳۹۵ جمعیت این روستا ۱۳ نفر (۷خانوار) بوده‌است.